# 劉桂
劉桂（1486年—1552年），字子芳，號石門，湖广黄州府黄岡縣人，明朝政治人物。

## 生平
治《礼记》，行二，由府學生中式己卯科（1519年）湖廣鄉試第五名舉人，正德十五年（1520年）庚辰春榜會試第六十一名，未殿试，嘉靖二年（1523年）登癸未科第三甲第二十七名進士。刑部觀政，初任浙江海盐县知县，升四川合州知州。因考察賜冠带闲住。嘉靖三十一年卒，年六十七。

## 家族
曾祖劉全。祖父劉鉞，義官。父劉伯洲，壽官。母王氏；继母蔡氏。慈侍下。兄棠、弟栋、朴、梁、橋、杏、材、果。子文炳、文煜、文煇、文爚。